# Bancozettel

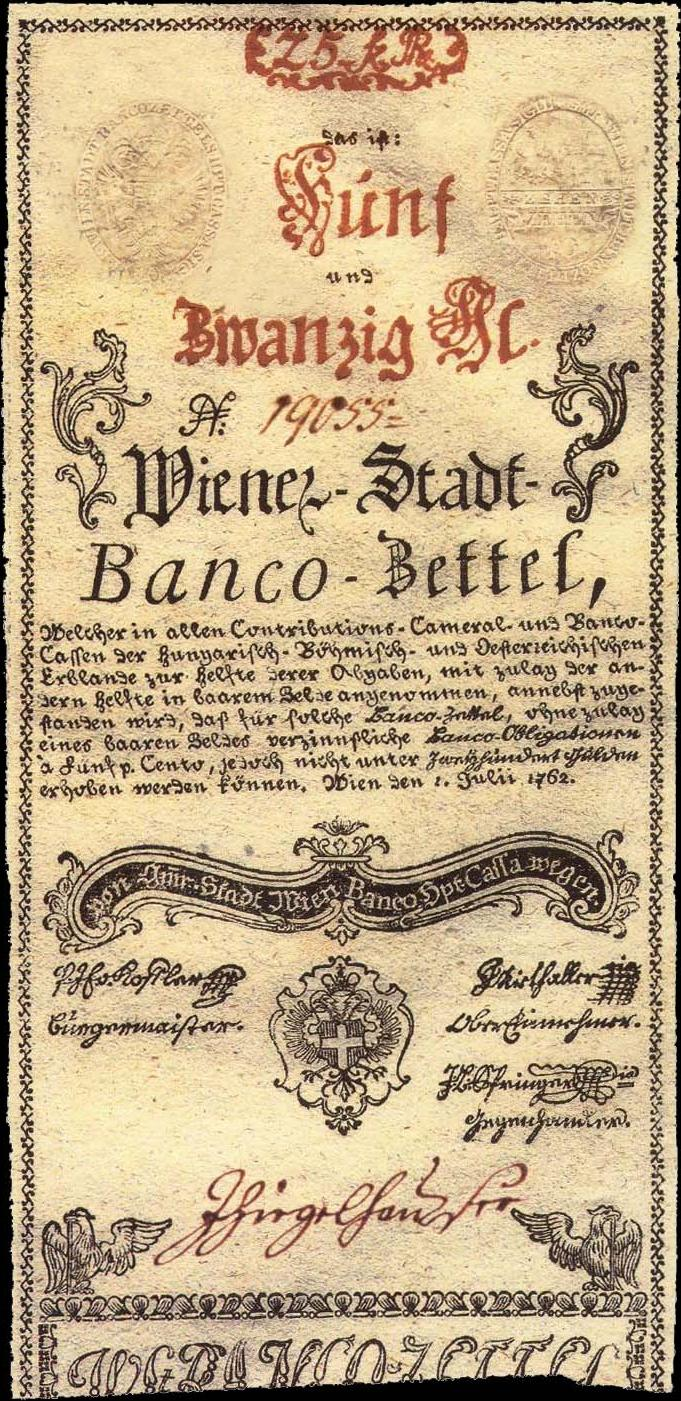
Wiener-Stadt-Banco-Zettel zu 25 Gulden vom 1. Juli 1762

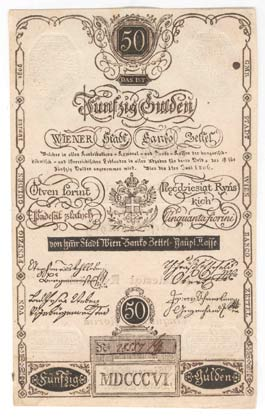
50 Gulden Banco-Zettel, 1806

Bancozettel hießen die ersten Banknoten in Deutschland und Österreich. In der Schweiz bezeichnete man die ersten Banknoten als Zeddel.

## Allgemeines
Während in China das 1024 eingeführte Papiergeld stufenweise wieder abgeschafft wurde, begann man in Europa mit seiner Einführung. 1483 wurde erstmals in Spanien für die knappen Metallmünzen Papiergeld herausgegeben, es folgten am 16. Juli 1661 Schweden und 1694 England. Hier waren es die Notenbanken, die zur Ausgabe von Papiergeld berechtigt waren. Daher ist der Begriff Notenbank auf ihr Ausgabeprivileg von Banknoten zurückzuführen. Nach Deutschland (1706) folgten 1716 Frankreich und  ab 1. Juli 1762 Österreich, wo sie ebenfalls Bancozettel hießen.

## Deutschland
Die Gründung des „Banco di gyro d’affrancatione“ wurde am 2. März 1705 durch den pfälzischen Kurfürsten Johann Wilhelm II. vorgeschlagen. Das Wort „Affrancation“ stand für Schuldenbefreiung oder Kreditablösung. Die Bank sollte der „Abhelfung der durch den Krieg veranlassten Geldverlegenheiten und zur Befriedigung der vielen Gläubiger“ dienen. Er bestimmte, dass die Depositen- und Zettelbank ihren Sitz in der „heylig Römischen Reichs freyer statt Cöllen“ haben sollte. Das Eigenkapital stellten die Landstände zur Verfügung. Der prunkliebende Kurfürst wollte seine Geldprobleme durch Bancozettel beseitigen und drohte schwerste Strafen an, falls die Landstände ihre Unterschrift unter die im Volumen von 1 Million Reichstaler ausgegebenen Bancozettel verweigerten. Formal waren die Bancozettel verzinslich, befristet und konnten mittels Indossament (eben Giro) übertragen werden; sie kamen daher rechtlich einer Orderschuldverschreibung nahe. Kölner Banco-Zettel waren verzinslich und übertragbar, besaßen also noch die Eigenschaften einer Schuldverschreibung. Wer die Bancozettel erwarb, musste sie mit Reichstaler-Münzen bezahlen und besaß nun eine Forderung gegen die „Banco di gyro d’affrancatione“. Am 27. März 1705 erteilte Johann Wilhelm II. das Diplom für die Banksatzung; danach ruhten erst einmal die Aktivitäten. Erst am 30. April 1706 wurde eine „Bankinstruction“ mit Benennung der Organe erlassen, am 5. Mai 1706 verlangte der Kurfürst von den Deputierten statt der ursprünglich geforderten Zeichnung von je 106.000 Talern den in 10 Jahren zahlbaren zehnfachen Betrag. Im Jahre 1706 gelangten die ersten Bancozettel in Umlauf. Der endlose Streit und der andauernde Krieg waren mitverantwortlich für die später einsetzenden Tilgungsschwierigkeiten.
Die Einlösung dieser und weiterer Tranchen verlief nicht problemlos. Die Bancozettel waren mit einem Fälligkeitsdatum versehen, so dass es bei den Fälligkeiten ab 1713 zu Tilgungsschwierigkeiten kam. Anstatt die fälligen Bancozettel gegen Reichstaler einzulösen, wurden für alte Scheine neue Emissionen herausgegeben („rescribiert“). Die Landesherren stellten klar, dass weder sie noch das Land für die Einlösung der Bancozettel haftbar seien. Am 27. Juli 1713 schrieb die Stadt Köln an den Kurfürsten, dass sie den Gerichten empfehle, „mit den Klagen der Inhaber von Bankscheinen gegen die Bank glimpflich zu verfahren“. Im August 1713 waren die Verbindlichkeiten der Bank auf 5 Millionen Reichstaler angestiegen. Eigenmächtig verfasste Johann Wilhelm II. am 16. September 1713 ein neues Bankstatut. Im selben Jahr stellte das Reichskammergericht fest, dass staatliche „banco zetteln“, die von der kurpfälzischen Bank zu Köln herausgegeben worden waren, als Zahlungsmittel akzeptiert werden müssten. Dadurch wurden die Bancozettel mit dem offiziellen Zahlungsmittel gleichgestellt.
Der durch die Tilgungsprobleme ausgelöste Vertrauensverlust führte dazu, dass die Zettel nur noch mit Abschlägen von 30 % bis 40 % gehandelt werden konnten. Den aufsichtspflichtigen Deputierten wurde ab 1725 untersagt, die Bücher der Bank zu prüfen. Ab 1733 hatten die Gläubiger keine Zinsen mehr erhalten. Zwischen dem 1. März 1750 und 1777 löste man sie zu einem Drittel ihres Nominalbetrages ein – und gelangte damit zu einem frühen Schuldenerlass. Erst ein Erlass vom 21. August 1751 gestattete den Deputierten wieder die Einsicht in die Bankunterlagen. Rechnungsprüfungen sind noch bis 1798 nachgewiesen, so dass die Bank kurz danach liquidiert worden sein müsste.
Original-Bancozettel sind nicht erhalten geblieben; nur eine zeitgenössische Abschrift liegt im Staatsarchiv in Düsseldorf.

## Österreich
Die so genannten Bancozettel waren auch das erste Papiergeld in Österreich. Sie wurden ab dem 1. Juli 1762 vom Wiener Stadtbanco im Gegenwert von 5, 10, 25, 50 und 100 Gulden (2 fl. = 1 Konventionstaler) ausgegeben. Die Emission von Papiergeld war damals eine neue Form zur Aufnahme günstiger Staatsschulden, da Bancozettel im Gegensatz zu Anleihen oder Krediten nicht verzinst waren. Um deren Akzeptanz zu erhöhen, wurde verfügt, dass Steuerschulden mindestens zur Hälfte in Bancozetteln zu bezahlen waren. Diese Währung war bis 1812 im Umlauf.
Die Österreichische Staatskasse befand sich während des Siebenjährigen Kriegs ab dem Jahr 1756 in ständiger Geldnot. Deshalb war man auf der Suche nach günstigen Finanzierungsformen, ohne eine Verschlechterung des Münzfuß zu verursachen. Erst 1750 war mit dem Konventionstaler eine stabile Münzwährung geschaffen worden. Da die Stadt Wien als kreditwürdiger angesehen war als die Staatskasse selbst, wurde das bereits seit 1706 existierende Wiener Stadtbanco im Jahr 1759 unter die direkte Kontrolle der Hofkammer gestellt und mit der Ausgabe von fünfprozentigen Obligationen zur Deckung des Finanzierungsbedarfs beauftragt. Als allein im Jahr 1761 der Abgang aus dem Staatshaushalt (Neuverschuldung) 13 Millionen Gulden betrug, entschloss sich Kaiserin Maria Theresia, eine innovative Finanzierungsform zu wagen. Mit Patent vom 1. Juli 1762 wurde das Wiener Stadtbanco beauftragt, unverzinsliches Papiergeld, sogenannte Bancozettel, in der Höhe von 12 Millionen Gulden auszugeben. Diese würden in Zukunft sowohl von der Bank als auch von den öffentlichen Behörden als Zahlungsmittel akzeptiert werden. Die ersten Bancozettel wurden zunächst zu 5, 10, 25, 50 und 100 Gulden ausgegeben. Um die Akzeptanz bei möglichen Gläubigern zu erhöhen, wurde verfügt, dass ab einem Mindestbetrag von 200 Gulden diese Bancozettel in normale zu fünf Prozent verzinste Obligationen des Wiener Stadtbanco umgewandelt werden können. Zusätzlich sollten Steuerschulden in Zukunft mindestens zur Hälfte in diesem neuen Papiergeld bezahlt werden. Der Vorteil für Anleger war, dass somit auch kleine Beträge, wenn auch nicht verzinst, so doch sicher durch staatliche Garantie, angelegt werden konnten. Dies führte kurzfristig sogar dazu, dass Bancozettel beliebter waren als Silbermünzen und zu einem Agio von einem bis 2,5 Prozent gehandelt wurden. Zur Stärkung der Glaubwürdigkeit wurden die zurückfließenden Bancozettel demonstrativ öffentlich in einem Ofen verbrannt. Ein Jahr später, 1763, waren durch diesen Schritt die Staatsfinanzen schon so weit saniert, dass das Wiener Stadtbanco neue Obligationen mit einem reduzierten Zinssatz von vier Prozent ausgegeben konnten, was die Zinslast deutlich verringerte.
In den Jahren 1771 und 1785 wurden weitere Emissionen vorgenommen, diesmal auch mit Bancozetteln zu 500 und 1.000 Gulden. Während des ab 1788 folgenden Türkenkrieges und besonders in den durch die Französische Revolution ausgelösten Koalitionskriegen stieg der Finanzbedarf der Staatskasse aber enorm an. Lagen die Staatsausgaben in den letzten Regierungsjahren Maria Theresias noch bei 90 Millionen Gulden pro Jahr, erreichten sie unter Kaiser Franz II. im Jahr 1798 bereits 572 Millionen Gulden. Deshalb erhöhte man die im Umlauf befindliche Menge an Papiergeld um ein Vielfaches. War das Emissionsvolumen der Bancozettel zuvor noch öffentlich bekannt gegeben worden, wurden ab 1796 im Geheimen weitere große Summen ausgegeben. Bereits im folgenden Jahr musste jedoch schon ein gesetzlicher Zwangskurs verfügt werden. Insgesamt waren 1797 bereits 74 Millionen Gulden in der Form von Papiergeld im Umlauf. Gleichzeitig wurde das Gold- und Silbergeld immer mehr aus dem Verkehr gezogen. Den Bedarf an Kleingeld in der Bevölkerung deckte man zunächst durch die Ausgabe von unterwertigen Silbermünzen, bei denen der Nominalwert nicht dem Wert des enthaltenen Silbers entsprach. Später ging man sogar dazu über, Kupfermünzen als Teilsummen von Bancozettel auszugeben.

5 Gulden Wiener Stadt Banko Zettel 1806, Wasserzeichen: V Gulden 1806 (Durchlichtaufnahme)

Ab den Jahren 1800 und 1806 stieg die Geldschöpfung durch Drucken neuer Bancozettel in gefährliche Höhen. Das dafür verwendete Papier wurde mit einem auf die Größe der einzelnen Banknoten abgepassten Wasserzeichen versehen, das die Wertstufe und das Ausgabejahr benannte. 
Die Reparationszahlungen, die nach dem verlorenen Fünften Koalitionskrieg im 1809 zwischen Kaiser Franz II. und Napoleon abgeschlossenen Frieden von Schönbrunn an Frankreich zu zahlen waren, heizten die Inflation weiter an. Nur drei Monate später, am  20. Februar 1811, musste Österreich den Staatsbankrott erklären. Die Bancozettel verloren schlagartig an Wert und konnten schließlich genau so wie die ausgegebenen Teilmünzen nur im Verhältnis von 5:1 in sogenannte „Einlösungsscheine“ umgetauscht werden, die als „Wiener Währung“ bekannt wurde. Offizielles Ende der Gültigkeit jeglicher Bancozettel war der 31. Mai 1812.
Als sich das Kriegsglück gegen Napoleon in den folgenden Jahren jedoch besserte, stieg auch die Kreditwürdigkeit der österreichischen Staatskasse wieder. In Vorgriff auf eine zukünftige Währung wurde schon 1814/15 erneut Papiergeld ausgegeben. Da man aber die Zahl der „Einlösungsscheine“ nicht erhöhen wollte, um deren Wert nicht zu gefährden, wurden diese neuen Banknoten als „Anticipationsschein“ bezeichnet. Ab Mai 1815 ging man daran, die zerrütteten Staatsfinanzen wieder zu ordnen. Am 1. Juni 1816 wurde nach englischem und französischem Vorbild die „Privilegirte oesterreichische National-Bank“ gegründet und mit dem alleinigen Privileg zur zukünftigen Ausgabe von Banknoten ausgestattet. Die „Wiener Währung“ wurde schrittweise in neu geprägte Konventionsmünzen eingelöst.

## Schweiz
In der Schweiz gab es vor der Ermächtigung der Schweizerischen Nationalbank zur alleinigen Ausgabe von Banknoten 36 Zeddelbanken, welche Zeddel als Schuldscheine der betreffenden Bank und Zahlungsmittel abgaben. Als Beispiel für eine ehemalige Zeddelbank kann die Eidgenössische Bank angeführt werden.